# Liste der Monuments historiques in Saint-Maurice-des-Noues
Die Liste der Monuments historiques in Saint-Maurice-des-Noues führt die Monuments historiques in der französischen Gemeinde Saint-Maurice-des-Noues auf.

## Liste der Bauwerke
| Bezeichnung           | Beschreibung      | Standort | Kennzeichnung | Schutzstatus | Datum | Bild |
| --------------------- | ----------------- | -------- | ------------- | ------------ | ----- | ---- |
| Logis du Fief Mignoux | Haus, erbaut 1570 | (Lage)   | PA85000005    | Inscrit      | 1996  |      |

## Liste der Objekte
- Monuments historiques (Objekte) in Saint-Maurice-des-Noues in der Base Palissy des französischen Kultusministeriums